# Łagów (Święty Krzyż)
Łagów is een dorp in het Poolse woiwodschap Święty Krzyż, in het district Kielecki. De plaats maakt deel uit van de gemeente Łagów en telt 1669 inwoners.